# Dmitri Wladimirowitsch Bilosertschew
Dmitri Wladimirowitsch Bilosertschew (russisch Дмитрий Владимирович Билозерчев; * 22. Dezember 1966 in Moskau) ist ein ehemaliger sowjetischer bzw. russischer Kunstturner. Im Alter von 16 Jahren gewann er 1983 in Budapest seinen ersten Mehrkampfweltmeistertitel. Im Laufe seiner Karriere gewann er in den folgenden Jahren drei Goldmedaillen bei Olympischen Spielen, acht Goldmedaillen bei Weltmeisterschaften und zehn Goldmedaillen bei Europameisterschaften und ist somit einer der erfolgreichsten Turner der 1980er Jahre.

## Leben und sportliche Karriere

### Sportliche Karriere
Während Bilosertschews Vater es gern gesehen hätte, dass sein Sohn Eishockeyspieler wird, brachte seine Mutter ihn im Alter von sechs Jahren zum Kunstturnen. Neun Jahre später gewann Bilosertschew seine ersten internationalen Medaillen. Bei den Junioreneuropameisterschaften 1982 war er herausragender Teilnehmer und siegte im Mehrkampf, am Boden, am Seitpferd, an den Ringen, im Sprung und am Barren. Am Reck gewann er die Silbermedaille. Im darauffolgenden Jahr startete er mit der sowjetischen Nationalmannschaft der Senioren bei den Turn-Europameisterschaften in Warna. Auch bei seinem ersten Auftritt bei internationalen Meisterschaften im Seniorenbereich wurde er zum erfolgreichsten Turner. Er gewann die Goldmedaille im Mehrkampf am Reck, an den Ringen und im Sprung. Im Bodenfinale erreicht er den sechsten Rang. Kurze Zeit später startete er auch bei den Turn-Weltmeisterschaften in Budapest. Mit fast einem Punkt Vorsprung wurde Bilosertschew Weltmeister im Mehrkampf. Zu diesem Zeitpunkt war er 16 Jahre und elf Monate alt, was ihn damals zum jüngsten Mehrkampfweltmeister aller Zeiten machte. Diese Marke wurde erst 2001 vom Chinesen Jing Feng unterboten, der bei seinem Sieg einen Monat jünger war als Bilosertschew. Bilosertschew siegte des Weiteren am Seitpferd, am Reck und an den Ringen. Am Boden und mit der russischen Mannschaft gewann er die Silbermedaille. Im Sprung belegte er den sechsten Platz. Aufgrund des Boykotts der sozialistischen Staaten konnte Bilosertschew nicht an den Olympischen Sommerspielen 1984 teilnehmen. Er startete stattdessen bei den parallel ausgetragenen Wettkämpfen der Freundschaft und gewann fünf Wettbewerbe, darunter auch den Einzelmehrkampf.
Ein Jahr später gewann Bilosertschew bei den Europameisterschaften in Oslo sechs von sieben möglichen Titeln. Er verteidigte seinen Europameisterschaftstitel im Mehrkampf, am Reck und an den Ringen. Er erturnte sich des Weiteren die Goldmedaillen am Seitpferd, am Barren und am Boden. Im Sprung musste er sich allerdings dem DDR-Turner Sylvio Kroll geschlagen geben und konnte somit seinen Titel 1983 nicht verteidigen. 10 Tage vor dem Turn-Weltmeisterschaften 1985 hatte Bilosertschew unter Alkoholeinfluss einen schweren Autounfall. Der Sportler, der erst seit kurzem im Besitz des Führerscheins war und auf dem Rückweg von seiner Verlobungsfeier zum Trainingslager war, verlor auf regennasser Straße die Kontrolle über das Auto. Sein linkes Bein brach bei dem Unfall in mehr als 40 Teile. Der Bruch war so kompliziert, dass eine Amputation nicht ausgeschlossen war. Die Ärzte retteten sein Bein, indem sie einen Stahlstab von seinem Knie bis zu seiner Ferse einsetzten. Nachdem es gelungen war, sein Bein zu retten, kämpfte sich Bilosertschew, vor allem durch die Unterstützung seiner Frau Swetlana, in die Turnelite zurück. Bei den Turn-Weltmeisterschaften 1987 in Rotterdam gelang ihm ein für nicht möglich erachtetes Comeback. Er erkämpfte sich erneut den Weltmeistertitel im Mehrkampf, am Seitpferd und am Reck. Mit der russischen Mannschaft konnte er ebenfalls den Weltmeistertitel erturnen. An den Ringen und am Barren gewann er zudem noch die Silbermedaille. So reiste Bilosertschew als Favorit für den Sieg im Mehrkampf zu den Olympischen Sommerspielen 1988 nach Seoul. Doch im Mannschaftswettbewerb, der den ersten Teil des Einzelmehrkampfs darstellt, passierte ihm ein Missgeschick am Reck. Die dadurch verlorenen Punkte konnte er trotz einer herausragenden Finalrunde (59,75 Punkte) im Laufe des Wettkampfs nicht mehr aufholen. Er gewann hinter seinen Landsmännern Wladimir Artjomow und Waleri Ljukin die Bronzemedaille. Mit der sowjetischen Mannschaft, am Seitpferd und an den Ringen konnte er die Goldmedaille gewinnen.
Nach den Olympischen Spielen kam es zwischen Bilosertschew und dem sowjetischen Turnverband zu Differenzen. 1989 wurde er zusammen mit seinen Mannschaftskameraden Wladimir Gogoladse nach einem zweitägigen Trinkgelage aus der Nationalmannschaft geworfen. Bilosertschew musste daraufhin seine aktive Karriere beenden.

### Nach der sportlichen Karriere
Nach dem Rausschmiss aus der sowjetischen Mannschaft, fiel Bilosertschew in ein Loch und begann häufiger zu trinken. Nachdem ein Freund an den Folgen von Alkoholmissbrauch verstorben war, änderte er 1991 sein Leben. Zusammen mit seiner Frau Olga (geb. Dubrovskaya) und seinem 1990 geborenen Sohn Alexy ging er 1993 in die USA. Dort startete Bilosertschew 1994 nach sechsjähriger Wettkampfpause beim Reese’s International Cup in Baltimore. Im Mehrkampf belegte er hinter Andreas Wecker den zweiten Platz. Auch im darauffolgenden Jahr wurde er bei diesem Wettbewerb Zweiter und ein Jahr später gewann er die Titel.
Zusammen mit seiner zweiten Frau Olga, einer ehemaligen Sportgymnastin und Choreographin der russischen Nationalmannschaft, arbeitete er seit 1995 als Turntrainer in Oregon. 2001 eröffnete das Paar in Beaverton die United Sports Academy. 2003 wurde Bilosertschew in die International Gymnastics Hall of Fame aufgenommen. Ab 2005 arbeitete er als Assistenztrainer an der Ohio State University und lebte mit seiner Familie in Columbus. Des Weiteren trainierte Bilosertschew dort bis 2009 seinen Sohn Alexy, der 2007 den Juniorentitel im Mehrkampf bei den US-amerikanischen Meisterschaften gewinnen konnte. Auch seine Tochter Alisa ist eine begabte Turnerin.